# Neoconocephalus aries
Neoconocephalus aries är en insektsart som först beskrevs av Scudder, S.H. 1878.  Neoconocephalus aries ingår i släktet Neoconocephalus och familjen vårtbitare. Inga underarter finns listade i Catalogue of Life.